# What About Us
«What About Us» —en español: «Qué pasa con nosotros»— es una canción interpretada por la banda británico-irlandesa de pop The Saturdays, la cual fue lanzada como su primer sencillo en los Estados Unidos, y formará parte de su cuarto álbum de estudio, además también es el primer sencillo de su primer EP norteamericano titulado Chasing The Saturdays. El sencillo fue puesto a la venta para Estados Unidos el 18 de diciembre de 2012 y en el Reino Unido fue lanzado el 17 de marzo del 2013. La canción cuenta con dos versiones, una solo con las voces de la agrupación y otra es una colaboración de Sean Paul
El sencillo recibió críticas mixtas, algunos críticos elogiaron el dueto con Sean Paul, mientras que otros etiquetaron la pista como genérica en comparación a sus sencillos anteriores. La canción debutó en el puesto #1 en los UK Singles Chart con un total de 114.000 copias vendidas, siendo el sencillo que se vende más rápido en el Reino Unido, incluso superando a One Direction con One Way or Another (Teenage Kicks) y haciendo que la banda consiga su primer número uno después de 5 años de carrera, What About Us también topa en las listas de Escocia, mientras que en Irlanda, Canadá y Estados Unidos consigue los puestos #6 #79 y #27 respectivamente.

## Antecedentes y Grabación
Después de lanzar "30 Days" la banda se decide a conquistar tierras norteamericanas, las chicas firmaron un contrato con Island Dem Jam  y Mercury Records y para comenzar la promoción en América, se presentaron en diversos club nocturnos y en fiestas, donde también presentaron otros de sus exitosos sencillos del Reino Unido como Notorious, All Fired Up y Higher. En enero Estrenaron su reality "Chasing The Saturdays" por E! entertainment, además de su primer EP Norteamericano del mismo nombre.
"What About us" es una canción de base Electro-pop compuesta por Camille Purcell, Olly Jacobs y Phillips Jacobs, básicamente la letra trata sobre las chicas que toman las riendas en el amor y que quieren que sus chicos sean seguros y que realmente sepan lo que quieren. El sencillo sale a la venta el 18 de diciembre en USA y el 17 de marzo en UK, además fue lanzado en el resto del mundo como Australia, Italia, España, Alemania, Dinamarca, Irlanda, Escocia, entre otros.

## Vídeo musical
El vídeo musical de "What About Us" fue grabado en el verano del 2012 en Los Ángeles, mientras las integrantes de la banda grababan su reality show. La versión norteamericana fue lanzada en la cuenta oficial de VeVo en YouTube el 11 de enero de 2013. La versión con Sean Paul fue lanzada a principios de febrero.

## Formatos y canciones
Versión sencillo - descarga digital
1. "What About Us" - 3:24

CD sencillo- Versión únicamente para el Reino Unido
1. "What About Us" (con Sean Paul) - 3:40
2. "What About Us" - 3:24
3. "Somebody Else's Life" (Acoustic) - 3:18

 Estados Unidos – Digital remixes EP
1. "What About Us" (Seamus Haji Radio Edit) - 3:06
2. "What About Us" (Seamus Haji Club Mix) - 6:35
3. "What About Us" (Seamus Haji Dub) - 6:49
4. "What About Us" (Guy Scheiman Radio Edit) - 3:59
5. "What About Us" (Guy Scheiman Club Mix) - 7:35
6. "What About Us" (Guy Scheiman Dub) - 7:20
7. "What About Us" (The Buzz Junkies Radio Edit) - 3:23
8. "What About Us" (The Buzz Junkies Club Mix) - 4:32
9. "What About Us" (con Sean Paul) - 4:32
10. "What About Us" (2nd Adventure Radio Edit) - 4:24
11. "What About Us" (2nd Adventure Club Mix) - 6:36

## Posiciones en listas
| Listas (2012–2013)                          | Máxima posición |
| ------------------------------------------- | --------------- |
| Alemania (Offizielle Deutsche Charts)       | 44              |
| Austria (Ö3 Austria Top 40)                 | 57              |
| Bélgica (Flandes) (Ultratip Bubbling Under) | 55              |
| Canadá (Canadian Hot 100)                   | 67              |
| Bélgica (Valonia) (Ultratip Bubbling Under) | 40              |
| Escocia (Scottish Singles Sales Chart)      | 1               |
| Eslovaquia (Rádio Top 100)                  | 97              |
| Estados Unidos (Hot Dance Club Songs)       | 27              |
| Hungría (Rádiós Top 40)                     | 3               |
| Irlanda (IRMA)                              | 6               |
| Nueva Zelanda (Recorded Music NZ)           | 27              |
| Reino Unido (UK Singles Chart)              | 1               |
| Ucrania (FDR Charts)                        | 18              |

### Sucesión en listas
| Anterior: «Mirrors» de Justin Timberlake | UK Singles Chart — Sencillo Nro 1 30 de marzo de 2013 — | Siguiente: «Let's Get Ready To Jumple» de PJ & Duncan |